# 아무것도 하고 싶지 않아
Genie TV의 오리지널 콘텐츠《아무것도 하고 싶지 않아》는 2022년 11월 21일부터 2022년 12월 27일까지 방송했던 ENA 월화 드라마였다.

## 프로그램 소개
인생 파업을 선언한 자발적 백수 여름과 삶이 물음표인 도서관 사서 대범, 일상에 지친 우리를 위로해 줄 두 청춘의 쉼표 찾기 프로젝트 드라마

## 제작진

### 연출
- 이윤정 : MBC TV 《MBC 베스트극장 - 태릉 선수촌》(연출), MBC 주말 드라마 《떨리는 가슴》(공동 연출), MBC 월화 드라마 《커피프린스 1호점》(연출), MBC 수목 드라마 《트리플》(연출), MBC 월화 드라마 《골든 타임》(공동 연출), MBC TV 《MBC 드라마 페스티벌 2014 - 포틴(4teen)》(연출), tvN 금토 드라마 《하트 투 하트》(연출), tvN 월화 드라마 《치즈 인 더 트랩》(연출), tvN 《tvN 드라마 스테이지 2018 - 문집》(연출), OCN 《모두의 거짓말》(연출) 연출
- 홍문표

## 등장 인물

### 주요 인물
- 김설현 : 이여름 역
- 임시완 : 안대범 역
- 신은수 : 김봄 역
- 방재민 : 허재훈 역
- 겨울이 : 이여름과 함께하게 된 강아지

### 그 외 인물
- 박예영 : 조지영 역
- 곽민규 : 배성민 역
- 김준 : 배준 역
- 신기준 : 김하늘 역 - 김봄 동생
- 박옥출 : 송옥순 역
- 오용 : 황창수 역
- 김요한 : 황근호 역
- 김학선 : 곽두희 역
- 박지훈 : 곽무철 역
- 유순웅 : 배영호 역
- 김혜정 : 정명숙 역 - 봄의 할머니

### 기타 인물
- 장성범 : 이여름 남자친구 역
- 오지혜 : 이여름 어머니 역
- 신주환 : 직장 상사 역
- 미상 : 건물주 역
- 김기방 : 이여름 오빠 역
- 미상 : 이여름 조카 역
- 미상 : 봄의 아빠 역
- 미상 : 경찰 역
- 미상 : 교수 역
- 미상 : 선아 역
- 미상 : 안대범 누나 역

## 참고 사항
- 3회 방송 분은 오후 9시 10분에 방송·편성